# Barry (film)
Pour les articles homonymes, voir Barry.
Pour plus de détails, voir Fiche technique et Distribution.
Barry est un film français réalisé par Richard Pottier et sorti en 1949.

## Synopsis
Sous l'Empire napoléonien, Sylvain et Angelina, deux jeunes gens vivant dans les Alpes, s'aiment très fort. Malheureusement, Sylvain se trouve engagé contre son gré dans l'armée impériale. Alors qu'Angelina le croit mort, elle épouse Jean-Marie, un homme qu'elle n'aime pas et que son père lui a imposé. Une petite fille nait, nommée Gisèle. Treize ans plus tard, Angelina et sa famille sont emportés par une avalanche dans les Alpes. Sauvée par le chien Barry et le frère Théotime, un ancien ami qu'elle aimait, elle retrouve Sylvain dans ces circonstances dramatiques. Gisèle, elle, est toujours perdue. Malgré son grand age, le frère Théotime part à sa recherche avec Barry. Ce dernier sauve l'enfant, mais frère Théotime meurt d'épuisement lors d'une tempête de neige.

## Fiche technique
- Titre : Barry
- Réalisation : Richard Pottier
- Scénario : Karl Anton et Benno Vigny
- Photographie : Charles Suin
- Décors : Roland Quignon et Pierre Genoud
- Costumes : Mayo
- Montage : Madeleine Gug
- Musique originale : Dolf Zinsstag[1],[2]
- Production : Sacha Gordine
- Sociétés de production : Les Films Sacha Gordine ; Anton-Film (Zürich)
- Pays de production :  France
- Langue : français
- Format : Noir et blanc - 35 mm - 1,37:1
- Durée : 102 minutes
- Genre : Drame
- Date de sortie : France - 2 septembre 1949
- Affiche : Jacques Bonneaud (France)

## Distribution
- Pierre Fresnay : le père Théotime
- Simone Valère : Angelina Cavazza
- Marc Valbel : Jean-Marie Sondaz
- Pauline Carton : la mère Culoz
- Yves Deniaud : le sergent Brocard, dit 'La fleur'
- Gérard Landry: Sylvain Bavoizet
- Jean Brochard : Philémon Cavazza
- François Joux : le premier prieur
- Raphaël Patorni : une recrue
- Julien Maffre : un soldat fatigué
- Alexandre Mihalesco : l'aubergiste
- Jacques Dynam : le moine Claudius
- Roland Catalano : Buffi, le guide
- Auffret
- M. Caudron et son chien Barry dans le rôle de Barry